# 麥克萊恩 (密西西比州)
麥克萊恩（英語：McLain）是位於美國密西西比州格林縣的城鎮。

## 人口
根據2020年美國人口普查的數據，麥克萊恩的面積為8.95平方千米，當中陸地面積為8.78平方千米，而水域面積為0.16平方千米。當地共有人口313人，而人口密度為每平方千米35人。